# I Understand (Just How You Feel)
I understand (Just how you feel) is een nummer geschreven door Pat Best en uitgebracht in 1953.
Hit versies werden opgenomen door The Four Tunes en June Valli.
Latere versies door The G-Clefs en Freddie and the Dreamers werden ook hits.

## Freddie and the Dreamers
I understand is een single van de Engelse popgroep Freddie and the Dreamers.
Het lied is geschreven door William Henry "Pat" Best, in 1953. De Amerikaan Pat Best was op dat moment zanger en gitarist bij de doo-wop/zanggroep The Four Tunes.
Hij schreef het lied op de backing track van het oorspronkelijke Schotse lied Auld Lang Syne van de Schotse dichter Robert Burns.
De eerste hitversies van The Four Tunes (#8 in de Billboard Hot 100 in 1954) en June Valli (#13 in de Billboard Hot 100 in 1954) hadden alleen de nieuwe tekst en melodielijn, terwijl op de latere hitversies van The G-Clefs (#9 Hot 100 1961) en de versie van Freddie and the Dreamers (#36 in de Hot 100 in 1965,en #5 in de UK Singles Chart), op de achtergrond ook de tekst van Auld lang Syne werd meegezongen.
In 1954 neemt de Amerikaanse zangeres Sandy Stewart het op en komt uit als B-kantje voor de single Man To Woman.
In 1958 wordt er een opname gemaakt van Elvis Presley als hij het nummer zingt achter de piano; het belandt later op het album The Home Recordings in 1999.
In 1961 nam de Amerikaanse zanggroep The Lennon Sisters het nummer op voor hun album Can't Help Falling In Love.
in 1964 neemt de Britse band The (Fabulous) Quiet Five het op en brengt het uit op single. Het wordt geen hit. Het komt ook te staan op het in 2005 uitgebrachte compilatiealbum When The Morning Sun Dries The Dew"
In 1965 nam de Britse band Herman's Hermits het nummer op voor de Amerikaanse uitgave van hun debuutalbum Introducing Herman's Hermits.

### Hitnotering
| Nederlandse Top 40 | 09-01-1965 | Positie: | 30 | uit |